# George Shenker
George Shenker (1919 – 1971) è stato un ingegnere e linguista polacco. Famoso per aver ideato nel 1954, insieme alla moglie Loredana Franceschini, il Metodo Shenker per l'insegnamento della lingua inglese in Italia.

## Biografia

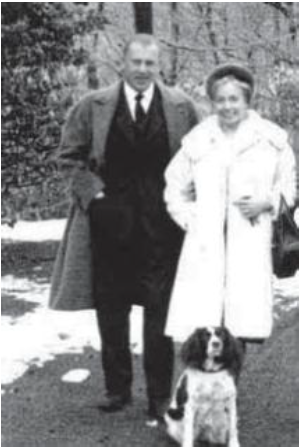
G. e L. Shenker

Nato in Polonia nel 1919, studia ingegneria, fisica e matematica.
Durante la seconda guerra mondiale, a Roma, è responsabile per la Formazione Linguistica dell’Aeronautica e della Marina militare e inizia la sua passione per l'insegnamento della lingua inglese agli italiani.
È stato tra i primi a utilizzare lo strumento dell’alfabeto fonetico internazionale (IPA) nel suo insegnamento e a pensare a una didattica scientificamente elaborata, ovvero il cui apprendimento fosse misurabile e quantificabile.
Insieme alla moglie, negli anni '50, definisce il Metodo Shenker e nel 1956 nasce la prima scuola che utilizza tale metodo.
Nel 1971 George muore dopo una lunga malattia e il Metodo viene portato avanti dalla moglie Loredana fino al 1996, quando i diritti vengono acquistati da Barbara Santoro.